# Championnat d'Afrique masculin de basket-ball des moins de 16 ans 2017
Navigation
Mali 2015 Cap-Vert 2019
Le championnat d'Afrique masculin de basket-ball des moins de 16 ans 2017 se déroule à Vacoas-Phœnix à Maurice du 13 au 22 juillet 2017. Il s'agit de la cinquième édition de la compétition, instaurée en 2009.

## Équipes participantes

### Qualifications
8 équipes, issues des différentes zones de qualification du Championnat d'Afrique U16, sont qualifiées pour cette compétition.
| Mode de qualification                                  | Places | Nations qualifiées |
| ------------------------------------------------------ | ------ | ------------------ |
| Hôte du championnat d'Afrique U16 2017                 | 1      | Maurice            |
| Qualifications Championnat d'Afrique U16 2017 (Zone 1) | 2      | Algérie Tunisie    |
| Qualifications Championnat d'Afrique U16 2017 (Zone 2) | 1      | Mali               |
| Qualifications Championnat d'Afrique U16 2017 (Zone 5) | 2      | Égypte Rwanda      |
| Qualifications Championnat d'Afrique U16 2017 (Zone 6) | 1      | Mozambique         |
| Qualifications Championnat d'Afrique U16 2017 (Zone 7) | 1      | Madagascar         |

## Rencontres

### Premier tour
Légende des classements
- Qualifié pour les demi-finales
- Qualifié pour les matches de classement

#### Groupe A
| Rang | Équipe     | Pts | J | G | P | Pp  | Pc  | Diff |  | Résultats (dom.\ext.) |        |       |        |        |
| ---- | ---------- | --- | - | - | - | --- | --- | ---- |  | --------------------- | ------ | ----- | ------ | ------ |
| 1    | Mali       | 12  | 6 | 6 | 0 | 615 | 238 | 377  |  | Mali                  |        | 70-46 | 108-51 | 108-38 |
| 2    | Tunisie    | 10  | 6 | 4 | 2 | 381 | 265 | 116  |  | Tunisie               | 40-61  |       | 46-30  | 83-20  |
| 3    | Mozambique | 8   | 6 | 2 | 4 | 358 | 383 | -25  |  | Mozambique            | 40-103 | 60-67 |        | 83-31  |
| 4    | Maurice    | 6   | 6 | 0 | 6 | 164 | 632 | -468 |  | Maurice               | 23-165 | 24-99 | 28-94  |        |

#### Groupe B
| Rang | Équipe     | Pts | J | G | P | Pp  | Pc  | Diff |  | Résultats (dom.\ext.) |        |       |        |       |
| ---- | ---------- | --- | - | - | - | --- | --- | ---- |  | --------------------- | ------ | ----- | ------ | ----- |
| 1    | Égypte     | 12  | 6 | 6 | 0 | 547 | 335 | 212  |  | Égypte                |        | 84-61 | 117-63 | 82-42 |
| 2    | Algérie    | 8   | 6 | 2 | 4 | 357 | 382 | -25  |  | Algérie               | 49-65  |       | 60-59  | 55-57 |
| 3    | Madagascar | 8   | 6 | 2 | 4 | 440 | 506 | -66  |  | Madagascar            | 75-98  | 78-71 |        | 95-87 |
| 4    | Rwanda     | 8   | 6 | 2 | 4 | 343 | 464 | -121 |  | Rwanda                | 45-101 | 39-61 | 73-70  |       |

### Tableau final
|  | Demi-finales    | Demi-finales    | Demi-finales    | Demi-finales    |                               |      | Finale          | Finale          | Finale          | Finale          |
|  |                 |                 |                 |                 |                               |      |                 |                 |                 |                 |
|  | 21 juillet 2017 | 21 juillet 2017 | 21 juillet 2017 | 21 juillet 2017 |                               |      | 22 juillet 2017 | 22 juillet 2017 | 22 juillet 2017 | 22 juillet 2017 |
|  | A1              | Mali            | 72              | 72              |                               |      | 22 juillet 2017 | 22 juillet 2017 | 22 juillet 2017 | 22 juillet 2017 |
|  | A1              | Mali            | 72              | 72              |                               |      | 22 juillet 2017 | 22 juillet 2017 | 22 juillet 2017 | 22 juillet 2017 |
|  | B2              | Algérie         | 62              | 62              |                               |      | 22 juillet 2017 | 22 juillet 2017 | 22 juillet 2017 | 22 juillet 2017 |
|  | B2              | Algérie         | 62              | 62              | Mali                          | Mali | 76              | 76              |                 |                 |
|  | 21 juillet 2017 |                 |                 |                 | Mali                          | Mali | 76              | 76              |                 |                 |
|  |                 |                 | Égypte          | Égypte          | 65                            | 65   |                 |                 |                 |                 |
|  | B1              | Égypte          | Égypte          | Égypte          | 65                            | 65   | 86              | 86              |                 |                 |
|  | B1              | Égypte          |                 |                 |                               |      |                 | 86              |                 |                 |
|  | A2              | Tunisie         | 45              | 45              |                               |      |                 |                 |                 |                 |
|  | A2              | Tunisie         | 45              | 45              | Match pour la troisième place |      |                 |                 |                 |                 |
|  |                 |                 |                 |                 |                               |      |                 |                 |                 |                 |
|  | 22 juillet 2017 |                 |                 |                 |                               |      |                 |                 |                 |                 |
|  | Algérie         | Algérie         | 57              | 57              |                               |      |                 |                 |                 |                 |
|  | Algérie         | Algérie         | 57              | 57              |                               |      |                 |                 |                 |                 |
|  | Tunisie         | Tunisie         | 54              | 54              |                               |      |                 |                 |                 |                 |
|  | Tunisie         | Tunisie         | 54              | 54              |                               |      |                 |                 |                 |                 |

### Matches de classement

#### Matches pour la5eplace
|  | Tour de classement 5e - 8e | Tour de classement 5e - 8e | Tour de classement 5e - 8e | Tour de classement 5e - 8e |                        |            | Match pour la 5e place | Match pour la 5e place | Match pour la 5e place | Match pour la 5e place |
|  |                            |                            |                            |                            |                        |            |                        |                        |                        |                        |
|  | 21 juillet 2017            | 21 juillet 2017            | 21 juillet 2017            | 21 juillet 2017            |                        |            | 22 juillet 2017        | 22 juillet 2017        | 22 juillet 2017        | 22 juillet 2017        |
|  | Maurice                    | Maurice                    | 13                         | 13                         |                        |            | 22 juillet 2017        | 22 juillet 2017        | 22 juillet 2017        | 22 juillet 2017        |
|  | Maurice                    | Maurice                    | 13                         | 13                         |                        |            | 22 juillet 2017        | 22 juillet 2017        | 22 juillet 2017        | 22 juillet 2017        |
|  | Madagascar                 | Madagascar                 | 125                        | 125                        |                        |            | 22 juillet 2017        | 22 juillet 2017        | 22 juillet 2017        | 22 juillet 2017        |
|  | Madagascar                 | Madagascar                 | 125                        | 125                        | Madagascar             | Madagascar | 80                     | 80                     |                        |                        |
|  | 21 juillet 2017            |                            |                            |                            | Madagascar             | Madagascar | 80                     | 80                     |                        |                        |
|  |                            |                            | Rwanda                     | Rwanda                     | 74                     | 74         |                        |                        |                        |                        |
|  | Rwanda                     | Rwanda                     | Rwanda                     | Rwanda                     | 74                     | 74         | 67                     | 67                     |                        |                        |
|  | Rwanda                     | Rwanda                     |                            |                            |                        |            |                        | 67                     |                        |                        |
|  | Mozambique                 | Mozambique                 | 33                         | 33                         |                        |            |                        |                        |                        |                        |
|  | Mozambique                 | Mozambique                 | 33                         | 33                         | Match pour la 7e place |            |                        |                        |                        |                        |
|  |                            |                            |                            |                            |                        |            |                        |                        |                        |                        |
|  | 22 juillet 2017            |                            |                            |                            |                        |            |                        |                        |                        |                        |
|  | Maurice                    | Maurice                    | 56                         | 56                         |                        |            |                        |                        |                        |                        |
|  | Maurice                    | Maurice                    | 56                         | 56                         |                        |            |                        |                        |                        |                        |
|  | Mozambique                 | Mozambique                 | 121                        | 121                        |                        |            |                        |                        |                        |                        |
|  | Mozambique                 | Mozambique                 | 121                        | 121                        |                        |            |                        |                        |                        |                        |

## Classement final
| Place                       | Équipe     | Vict.-Déf. |
| --------------------------- | ---------- | ---------- |
| Médaille d'or, Afrique      | Mali       | 8 - 0      |
| Médaille d'argent, Afrique  | Égypte     | 7 - 1      |
| Médaille de bronze, Afrique | Algérie    | 3 - 5      |
| 4                           | Tunisie    | 4 - 4      |
| 5                           | Madagascar | 4 - 4      |
| 6                           | Rwanda     | 3 - 5      |
| 7                           | Mozambique | 3 - 5      |
| 8                           | Maurice    | 0 - 8      |

- Qualification pour la Coupe du Monde U17 2018

## Leaders statistiques

### Points
| Place | Nom             | Équipe     | PPM  |
| ----- | --------------- | ---------- | ---- |
| 1     | Siriman Kanouté | Mali       | 24,8 |
| 2     | Thierry Nkundwa | Rwanda     | 20,4 |
| 3     | Marco Rakotovao | Madagascar | 17,3 |
| 4     | Moamen Hassan   | Égypte     | 15,6 |
| 5     | Amir Bouzidi    | Algérie    | 14,5 |

### Rebonds
| Place | Nom               | Équipe | RPM  |
| ----- | ----------------- | ------ | ---- |
| 1     | Oumar Ballo       | Mali   | 12,8 |
| 2     | Thierry Nkundwa   | Rwanda | 11,6 |
| 3     | Brown Murengezi   | Rwanda | 10,8 |
| 4     | Elias Ngoga       | Rwanda | 10,5 |
| 5     | Youssef El Madawy | Égypte | 8,8  |

### Passes décisives
| Place | Nom               | Équipe     | PDPM |
| ----- | ----------------- | ---------- | ---- |
| 1     | Edito Tsarafeno   | Madagascar | 5,5  |
| 2     | Siriman Kanouté   | Mali       | 4,3  |
| 3     | Omar Morsy        | Égypte     | 3,7  |
| 4     | Youssef El Madawy | Égypte     | 3,4  |
| 5     | Ouail Gadaoui     | Algérie    | 2,6  |

### Contres
| Place | Nom                        | Équipe     | CPM |
| ----- | -------------------------- | ---------- | --- |
| 1     | Sitraka Raharimanantoanina | Madagascar | 3,1 |
| 2     | Aly Khalifa                | Égypte     | 2,0 |
| 3     | Elias Ngoga                | Rwanda     | 1,9 |
| 4     | Mohamed Keita              | Mali       | 1,6 |
| 5     | Oumar Ballo                | Mali       | 1,1 |

### Interceptions
| Place | Nom                  | Équipe  | IPM |
| ----- | -------------------- | ------- | --- |
| 1     | Amir Bouzidi         | Algérie | 4,7 |
| 2     | Siriman Kanouté      | Mali    | 4,5 |
| 3     | Ouail Gadaoui        | Égypte  | 3,1 |
| 3     | Jean de Dieu Umuhoza | Rwanda  | 3,1 |
| 5     | Wajih Chebbi         | Tunisie | 3,0 |

### Évaluation
| Place | Nom                        | Équipe     | EPM  |
| ----- | -------------------------- | ---------- | ---- |
| 1     | Oumar Ballo                | Mali       | 23,0 |
| 2     | Aly Khalifa                | Égypte     | 21,4 |
| 3     | Sitraka Raharimanantoanina | Madagascar | 18,6 |
| 4     | Thierry Nkundwa            | Rwanda     | 18,5 |
| 5     | Youssef El Mawady          | Égypte     | 16,5 |

## Récompenses
MVP de la compétition (meilleur joueur) Siriman Kanouté
Meilleur cinq de la compétition
- Siriman Kanouté
- Faiez Ghomrassi
- Thierry Nkundwa
- Oumar Ballo
- Aly Khalifa